# Марко Боччі
Марко Боччі (італ. Marco Bocci, при народженні Марко Боччіоліні, італ. Marco Bocciolini, нар. 4 серпня 1978, Маршіано, Перуджа, Умбрія) — італійський актор театру, кіно та телебачення, режисер, письменник. Найбільше відомий за ролями в телевізійних серіалах «Кримінальний роман» та «Антимафія. Палермо сьогодні».

## Життєпис
Вивчав акторську майстерність у Консерваторіï театрального драматичного мистецтва «La Scaletta» у Римі. На театральній сцені з 2000 року. 2001 році почав зніматися на телебаченні та в кіно. Справжній успіх принесли ролі поліцейських у популярных телесеріалах «Кримінальний роман» (за книгою Джанкарло Де Катальдо) та «Антимафія. Палермо сьогодні».
Успішними виявилися і такі його акторські роботи, як телефільм «Тисяча і одна ніч. Аладдін і Шахерезада» (2012) за участю Ванесси Есслер та Пас Вега, комедія «Вибачте, якщо я існую!» (2014) з Раулем Бова і Паолою Кортеллезі та драма з елементами еротики «Мені необхідно бути разом з тобою» (2015, реж. Тоніно Дзангарді), де він зіграв разом з Клаудією Джеріні.
2016 року опублікував роман «A Tor Bella Monaca non piove mai» (іншими мовами не перекладався). 2019 року завершив зйомки однойменного фільму, де виступив як режисер і сценарист. Головні ролі виконали Ліберо Де Рієнцо, Антонія Ліскова та Андреа Сарторетті.
У жовтні 2020 року вийшов його другий роман «In provincia si sogna sbagliato».
У вересні 2021 року отримав премію Гвідо Челано як найкращий театральний виконавець за роль у моновиставі «Lo Zingaro».
У травні 2023 року вийшла в прокат його друга повнометражна режисерська робота — драматичний трилер «Полювання», де він також виконав одну з другорядних ролей.

## Особисте життя
2013 року Боччі зустрічався зі співачкою Еммою Марроне.
5 липня 2014 року одружився з акторкою Лаурою К'ятті. У подружжя двоє синів — Енеа (нар. 22 січня 2015) та Пабло (нар. 8 липня 2016). Разом з дружиною та дітьми мешкає в місті Перуджа.

## Фільмографія
| Рік       |     | Українська назва                        | Оригінальна назва                                      | Роль                                     |
| --------- | --- | --------------------------------------- | ------------------------------------------------------ | ---------------------------------------- |
| 2001      | ф   | Лицарі хрестового походу                | I cavalieri che fecero l'impresa                       | лицар                                    |
| 2001      | с   | Вкрадені серця                          | Cuori rubati                                           | Орландо Оліва                            |
| 2003      | с   | Салон краси                             | Il bello delle donne                                   | коханець Луки                            |
| 2005—2006 | с   | Пристрасті по-італійськи                | Incantesimo                                            | Адріано Гомес                            |
| 2006      | с   | Докази злочину                          | R.I.S. Delitti imperfetti                              | Стефано Вієтті                           |
| 2006      | с   | Радіо Sex                               | Radio Sex                                              | Пьетро                                   |
| 2006      | кф  | Вівторок                                | Martedì                                                | Марко                                    |
| 2006      | ф   | Борджіа                                 | Los Borgia                                             | П'єтро Бембо                             |
| 2006      | с   | Американський дядечко 2                 | Lo zio d'America 2                                     | Лука                                     |
| 2007      | тф  | Удар лапою тигра                        | Graffio di tigre                                       | Нероне                                   |
| 2007      | с   | Катерина і її доньки                    | Caterina e le sue figlie                               | П'єтро Трамонті                          |
| 2008      | с   | Мій чоловік — сищик                     | Ho sposato uno sbirro                                  | Симоне Андреа                            |
| 2008      | кф  | Втручання                               | Interferenze                                           | -                                        |
| 2008—2010 | с   | Кримінальний роман                      | Romanzo criminale. La serie                            | комісар Нікола Шалойя                    |
| 2009      | тф  | Закохана відьма                         | Un amore di strega                                     | Макс                                     |
| 2009      | ф   | Прекрасне товариство                    | La bella società                                       | Джорджіо                                 |
| 2009      | тф  | Ательє Фонтана                          | Atelier Fontana. Le sorelle della moda                 | Енріко Ланді                             |
| 2011      | ф   | Хтось каже ні                           | C'è chi dice no                                        | Піно                                     |
| 2011      | тф  | Комісар Дзагарія                        | Il commissario Zagaria                                 | Стефано Амато                            |
| 2011—2015 | с   | Антімафія. Палермо сьогодні (сезон 3—7) | Squadra antimafia. Palermo oggi                        | віце-комісар Доменіко Калькатерра        |
| 2012      | тф  | Тисяча і одна ніч. Аладдін і Шахерезада | Le mille e una notte. Aladino e Sherazade              | Аладдін                                  |
| 2013      | кф  | Прослуховування                         | The Audition                                           | актор на прослуховуванні                 |
| 2013      | тф  | К2 — гора італійців                     | K2 — La montagna degli italiani                        | Вальтер Бонатті                          |
| 2014      | ф   | Італо Бароко                            | Italo                                                  | Антоніо Бланко                           |
| 2014      | ф   | Я романтичний ром                       | Io rom romantica                                       | Алесандро                                |
| 2014      | ф   | Вибачте, якщо я існую!                  | Scusate se esisto!                                     | Ніколя                                   |
| 2015      | ф   | Мені необхідно бути разом з тобою       | L'esigenza di unirmi ogni volta con te/Getaway of Love | Леонардо                                 |
| 2016      | ф   | Дивись, як вони впадуть                 | Watch Them Fall                                        | Марті                                    |
| 2016—2018 | с   | Соло                                    | Solo                                                   | Марко Пагані                             |
| 2017      | ф   | Банда трьох                             | La banda dei tre                                       | Енріко Бамбола                           |
| 2018      | тф  | Маріо Франчезе: Смерть від рук мафії    | Delitto di mafia: Mario Francese                       | Джузеппе Франчезе                        |
| 2018      | мф  | Поліцейський пес                        | Show Dogs                                              | Чарлі (голос в італомовній версії)       |
| 2019      | с   | Музиканти                               | La compagnia del cigno                                 | маестро Руджеро Фйоре                    |
| 2019      | с   | Зроблено в Італії                       | Made in Italy                                          | Джон Сассі                               |
| 2019      | ф   | Цей божевільний світ                    | A Tor Bella Monaca non piove mai                       | сусід (епізод)                           |
| 2019      | ф   | Халіфська мрія                          | De sable et de feu                                     | Мануель Годой                            |
| 2020      | ф   | Дев'ятий калібр                         | Calibro 9                                              | Фернандо П'яцца                          |
| 2021      | ф   | Озброєні виродки                        | Bastardi a mano armata                                 | Серджо                                   |
| 2021      | с   | До останнього удару                     | Fino all'ultimo battito                                | Дієго Манчіні                            |
| 2022      | мф  | Дивний світ                             | Strange World                                          | Шукач Клейд (голос в італомовній версії) |
| 2022      | ф   | Залишитися в живих                      | The Boat                                               | Енріко Черчі                             |
| 2023      | ф   | Полювання                               | La caccia                                              | Ніло                                     |
| 2023      | ф   | Подвійна гра                            | Double Soul                                            | Омар                                     |
| 2023      | с   | Заручники моря                          | Unwanted — Ostaggi del mare                            | капітан Арріго Бенедетті Валентині       |
| 2024      | док | Я трохи божевільний, а ти?              | Io sono un po' matto, e tu?                            | у ролі самого себе                       |
| 2024      | с   | Алекс Браво, поліцейський по-своєму     | Alex Bravo. Poliziotto a modo suo                      | Алекс Браво                              |

Режисер
- 2018 — Схильний до благополуччя: можливо, він втрачає здоров'я в пошуках цього (короткометражний)/Incline al benessere: forse perde la salute cercandola (також автор сценарію)
- 2019 — Цей божевільний світ/A Tor Bella Monaca non piove mai/It's a Mad World (також автор сценарію на основі власного однойменного роману).
- 2023 — Полювання/La caccia (також автор сценарію).

## Ролі у театрі
- 2000 — Rebus (різні автори), реж. Джорджіо Де Віргіліс.
- 2000 — La moglie ingenua e il marito malato (Ашіль Кампаніль), реж. Джорджіо Де Віргіліс.
- 2001 — Angeli danzanti (Дж. Палермо Раймонді), реж. Дж. Палермо Раймонді.
- 2001 — L'uomo che voleva salvare il mondo (Дж. Палермо Раймонді), реж. Дж. Палермо Раймонді.
- 2002 — Вовчиця (Джованні Верга), реж. Джованні Батіста Діотаджуті — Нанні Ласка
- 2002 — Come le foglie (G. Giacosa), реж. Р. Сільвестрі.
- 2003 — Il giro-tindo (Артур Шніцлер), реж. Р. Сільвестрі.
- 2003 — Безумство любові (Сем Шепард), реж. Джованні Батіста Діотаджуті — Томмі
- 2004 — Король слухає (Італо Кальвіно), реж. Лука Ронконі.
- 2004 — Джульєтта і Рахман (за твором Віко Фаджі), реж. Джорджіо Де Віргіліс — Рахман
- 2005 — Pardi?! (Лука Монті), реж. Лука Монті — Даніель
- 2005 — Ромео і Джульєтта (Вільям Шекспір), реж. Енріко Петроніо.
- 2006 — Сірано де Бержерак (Едмон Ростан), реж. Ф. Татуллі — Крістіан
- 2007 — The Laramie Project (Моїсей Кауфман), реж. Енріко Марія Ламанна.
- 2008 — Non lo dico a nessuno, реж. Лука Монті.
- 2009 — Ultima stagione in serie A, реж. Мауро Мандоліні.
- 2016 — Модільяні, реж. Анджело Лонгоні — Амедео Модільяні
- 2020 — Lo Zingaro (Марко Боніні, Джанні Корсі), реж. Алесандро Маджі.

## Нагороди та номінації
Roma fiction fest
- 2015 — Спеціальна премія Telegatto.

Кінофестиваль у Таорміні
- 2015 — Премія Cariddi.

Премія Гвідо Челано
- 2021 — Найкращий театральний виконавець (Lo Zingaro).

Vespertilio Awards
- 2022 — Номінація на найкращого актора (Озброєні виродки)[10][11].

Filming Italy Venice Award
- 2023 —  Filming Italy Award за найкращий сценарій (Полювання).